# Hymenoscyphus rhytidiadelphi
Hymenoscyphus rhytidiadelphi är en svampart som beskrevs av Svrcek 1978. Hymenoscyphus rhytidiadelphi ingår i släktet Hymenoscyphus och familjen Helotiaceae.   Inga underarter finns listade i Catalogue of Life.